# Agnieszka Stańczyk
Agnieszka Stańczyk (ur. 20 stycznia 1971 w Częstochowie) – polska lekkoatletka, specjalizująca się w trójskoku, medalistka mistrzostw Polski, reprezentantka kraju.

## Kariera sportowa
Była zawodniczką Budowlanych Częstochowa.
Na mistrzostwach Polski seniorek na otwartym stadionie zdobyła dwa medale: złoty w 1992 w sztafecie 4 x 400 m i brązowy w trójskoku w 1991. Na halowych mistrzostwach Polski wywalczyła cztery medale w trójskoku: złoty medal w 1994 oraz srebrne medale w 1991, 1992 i 1993.
Reprezentowała Polskę na zawodach superligi Pucharu Europy w 1993, zajmując w trójskoku 6. miejsce, z wynikiem 13,34 oraz na halowych mistrzostwach Europy w 1994. zajmując w trójskoku 13. miejsce, z wynikiem 13,30.
30 maja 1993 poprawiła rekord Polski w trójskoku, uzyskując wynik 13,91. W 1994 dwukrotnie poprawiła halowy rekord Polski w tej konkurencji: 13,49 (29.01.1994) i 13,66 (27.02.1994).
W 1993 została mistrzynią Polski seniorek w trójskoku na otwartym stadionie, poprawiając przy tym rekord Polski, wynikiem 14,05. Została jednak zdyskwalifikowana w wyniku kontroli antydopingowej. Poza stratą złotego medalu i rekordu, została także wycofana ze składu na mistrzostwa świata w Stuttgarcie. Początkowo została zdyskwalifikowana na trzy miesiące, a ostatecznie na cztery lata, w wyniku czego przerwała karierę sportową.
Jej rekord życiowy w trójskoku to 13,91 (30.05.1993).